# Chaetonema captator
Chaetonema captator är en rundmaskart som beskrevs av Christian Wieser 1953. Chaetonema captator ingår i släktet Chaetonema och familjen Enoplidae. Inga underarter finns listade i Catalogue of Life.